# Simon Sanches
Simon Everhardus Hendrik Sanches (Ambarawa (Nederlands-Indië), 9 augustus 1915 – Leiderdorp, 16 augustus 2002) was een Surinaams-Nederlands verpleegkundige en medisch analist. In november 1947 organiseerde hij een poging tot staatsgreep in Suriname.

## Levensloop
Sanches, opgegroeid in Paramaribo, trok in 1934 naar Nederland om een opleiding te volgen. Toen was Suriname nog een Nederlandse kolonie.  Door geldgebrek is hij als verpleger in dienst getreden bij de Koninklijke Marine en heeft hij de opleiding tot medisch analist gevolgd. Daarna heeft hij geruime tijd gewerkt bij de Dienst Volksgezondheid in Utrecht. Ook was hij actief in het Surinaamse verenigingsleven in Nederland. In 1942 is hij getrouwd met de Nederlandse Maria Cornelia Reijman en woonden zij in Utrecht. Hij bleef betrokken bij de politieke en sociale situatie in Suriname, waarin de Creoolse bevolkingsgroep, waarbij hij toebehoorde, terrein verloor aan de Aziatische groepen, met name de Hindoestanen. Hij meende dat de Creoolse bevolkingsgroep niet vooruit kwam, zelfs verwaarloosd werd en de Aziatische bevolkingsgroepen werden voorgetrokken door het koloniale bestuur. 
In augustus 1947 is hij met zijn gezin (vier jonge kinderen; een is later geboren in Suriname) teruggekeerd naar Suriname. Daar is hij direct begonnen met het organiseren van een samenzwering. Hij vond vooral medestanders onder de na de oorlog teruggekeerde Surinaamse oud-militairen. Begin november 1947 zou hij zijn staatsgreep uitvoeren. Maar vlak voor dit voornemen is hij verraden. Enige tijd na de rechtszaak waarin hij tot een korte gevangenisstraf werd veroordeeld, is Sanches met zijn gezin teruggekeerd naar Nederland.
Na enkele jaren gewerkt te hebben bij de gemeente Den-Haag, heeft Sanches jaren gewerkt in het Academisch Ziekenhuis te Leiden (waar hij ook woonde met zijn gezin) en waar hij een mooie carrière heeft opgebouwd als Hoofd van het Hematologisch Laboratorium. Hij bleef geïnteresseerd in de politiek en werd voorzitter van de PSP in Leiden. Als specialist op het gebied van bloedonderzoek is hij door het ziekenhuis in 1966 uitgezonden naar Soedan, waar hij ongeveer twee jaar aan het probleem van de ziekte Schistosomiasis heeft gewerkt. De rest van zijn leven heeft hij gewerkt en gewoond in Leiden.

## Politieke achtergronden
In december 1942 heeft koningin Wilhelmina in een radiotoespraak een reorganisatie van de staatkundige structuur beloofd van het gehele Koninkrijk der Nederlanden, waaronder Suriname. In die toespraak werd Suriname autonomie beloofd, wat inhield dat Suriname alle binnenlandse zaken zelfstandig met een eigen regering kan beslissen.
In die tijd stond het politieke leven nog in de kinderschoenen en was onder meer het kiesrecht beperkt tot slechts 3 % van de volwassen bevolking. Pas in mei 1949 zijn de eerste algemene verkiezingen gehouden voor de Surinaamse Staten.
Na de Statenverkiezingen van 1946 is een delegatie naar Nederland gezonden, voor meer vrijheid voor het regelen van de eigen inlandse aangelegenheden. Dat kwam niet goed uit want Nederland was net druk bezig met de toestanden in Indonesië. Daarna zijn nog vele delegaties gevolgd zonder echt resultaat. Suriname werd zoet gehouden met een Enquête-commissie, die  de wensen van de bevolking moest inventariseren, zonder veel resultaat.

## Poging tot staatsgreep

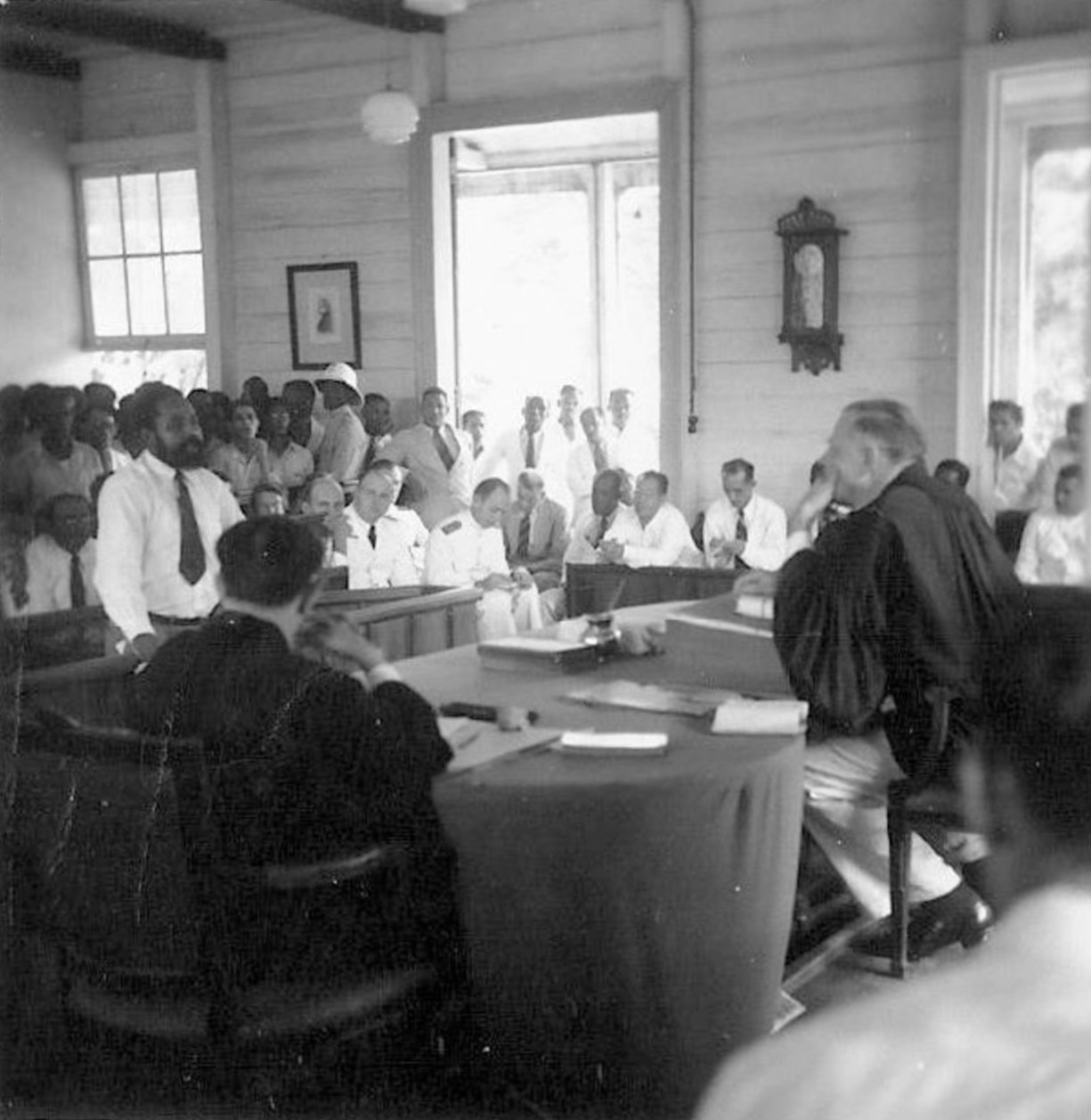
Simon Sanches tijdens rechtszaak in 1948

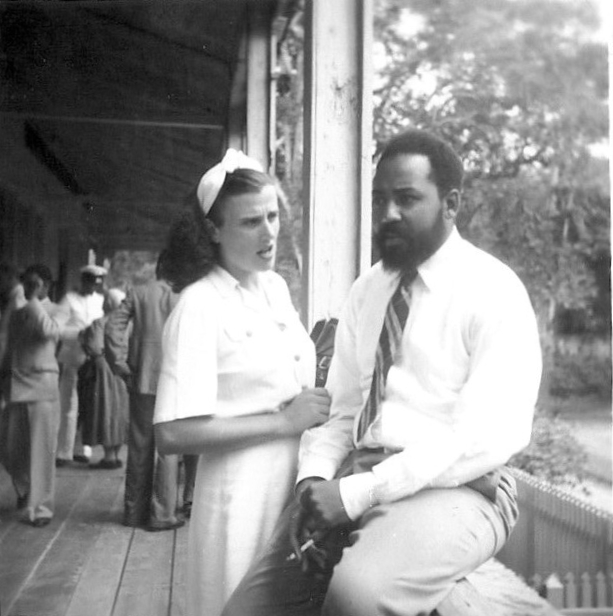
Sanches met zijn vrouw tijdens verhoor

Sanches had het voornemen om in het najaar van 1947 een staatsgreep (coup) te organiseren. Hij wilde hiermee de sociale en politieke situatie, tegen de bovengenoemde politieke achtergronden, van vooral de creolen verbeteren, loskomen van Nederland, met het oog op zelfbestuur en een eind maken aan de koloniale corruptie en het wanbeheer. Suriname zou pas in 1954 een land onder het Statuut voor het Koninkrijk der Nederlanden worden en pas in 1975 wordt Suriname onafhankelijk. Hij wilde de Nederlandse kolonisten vernederen en het standbeeld van koningin Wilhelmina laten vernietigen, om plaats te maken voor een standbeeld van Anton de Kom. Hij vond dat de gesprekken waarin meer autonomie werd voorgesteld te lang op zich lieten wachten. 
Ter voorbereiding heeft Sanches een aantal bijeenkomsten georganiseerd in Paramaribo, waarbij veel mensen kwamen opdagen. Sanches vond vooral veel bijstand bij voormalige oorlogsveteranen, die verbitterd waren nadat zij als vrijwilligers voor Nederland in de Oost tegen de Japanners hadden gevochten, na terugkeer moesten bidden en smeken om hun zuur verdiende geld. Een groot aantal beloften zoals opleidingsbeloften werd niet ingewilligd. Ook konden zij door rassen-onderscheid van de overheid maar zeer moeilijk aan een behoorlijke baan komen. 
Er werd door de potentiële coupplegers een groot aantal maatregelen voorbereid en gepland voor de machtsovername, zoals het overvallen van een kampement voor wapens, het bezetten van het Bureau van politie, het bezetten van het telefoon- en telegraafkantoor en het onder arrest stellen van gouverneur Johannes Cornelis Brons. Tijdens het strafproces vermeldde Sanches later dat de machtsovername geweldloos zou plaatsvinden. Het Nederlandse Leger in Suriname bestond destijds uit slechts enkele honderden militairen. 
In de nacht van 6 november zijn verschillende personen reeds opgepakt voor verhoor, nadat de autoriteiten berichten over machtsovername binnen kregen. Om 5.30 uur op de ochtend van 7 november 1947 is Sanches opgepakt. Sanches zou de leider van de groep zijn. De autoriteiten hadden aanwijzingen dat de poging tot omwenteling zou plaatsvinden in de nacht van 7 op 8 november 1947. Tijdens het verhoor heeft Sanches aangegeven dat het nog helemaal niet vaststond dat hun plan op 7 november uitgevoerd zou worden. Voorbereidingen hadden volgens hem wel plaats gevonden. Direct daarna zijn ook zijn medestanders gehoord door de politie. Het vooronderzoek heeft tot december 1947 geduurd. Op 1 januari 1948 werd besloten tot strafrechtelijke vervolging van Sanches. Eind januari 1948 begon de strafzaak tegen Sanches. Midden februari werd Sanches door de Nederlandse kantonrechter mr. Frits Heemskerk veroordeeld tot 7 maanden gevangenisstraf voor "samenspanning tot een aanslag". Ten slotte kreeg hij na twee maanden gratie. Enige tijd hierna keerde hij met zijn gezin terug naar Nederland. Sanches is hierna nooit meer naar Suriname teruggekeerd. Zijn acties lijken in een aantal opzichten op de zogenaamde zaak Frans Killinger rond 1910, maar ook op latere acties van Anton de Kom.